# Айны в России

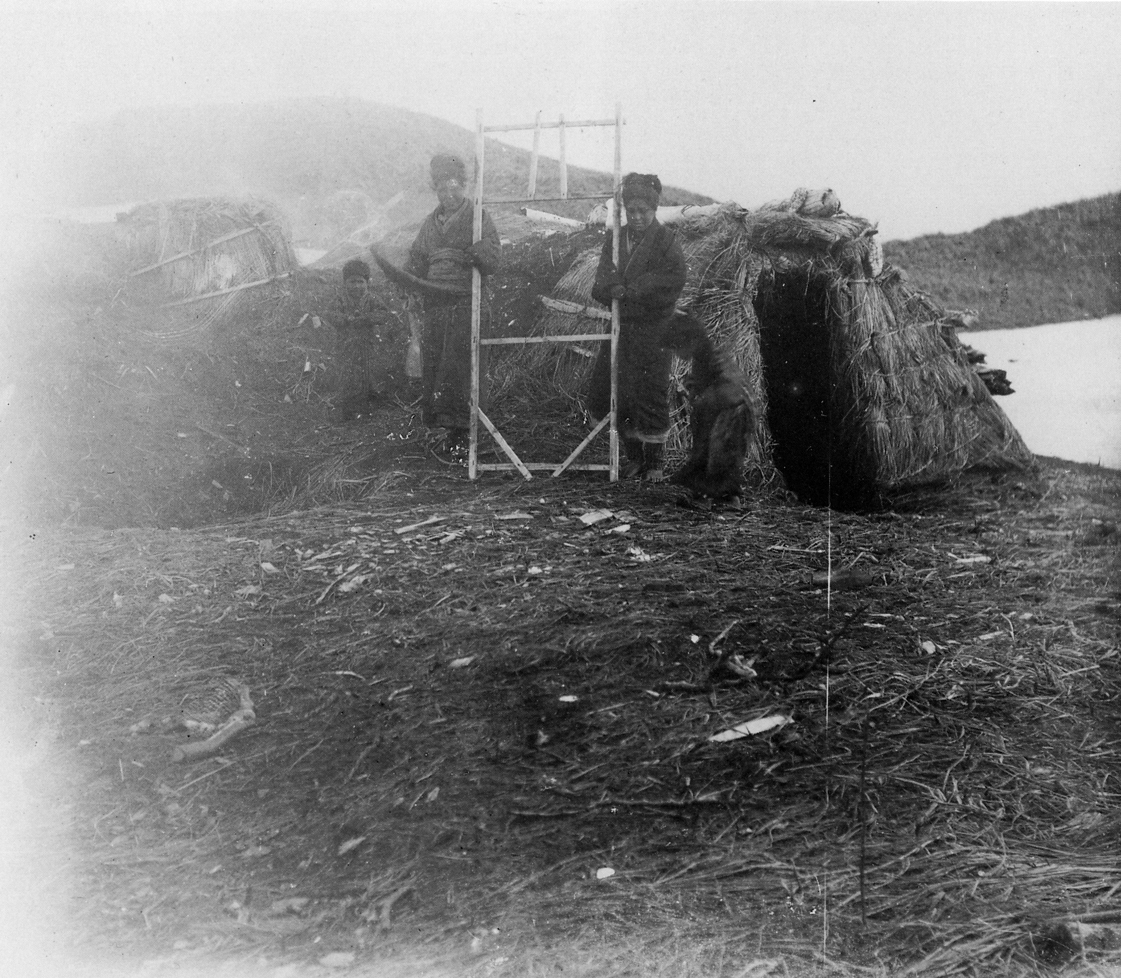
Курильские айну на фоне традиционного жилища.

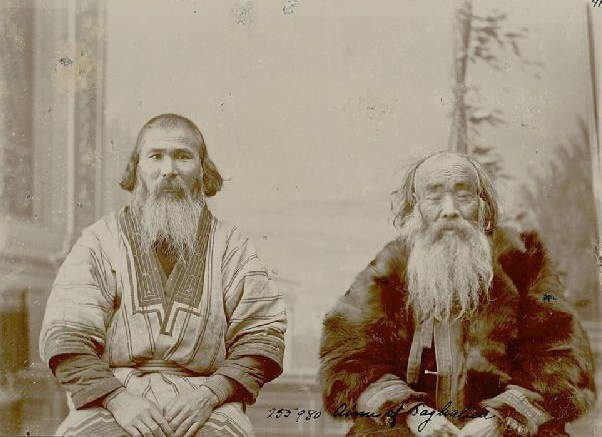
Сахалинские айну (фотография Бронислава Пилсудского)

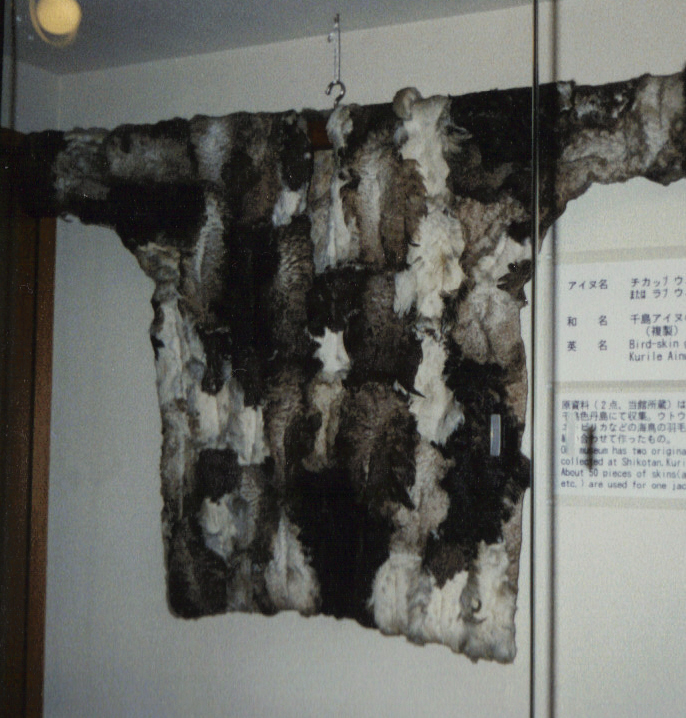
Рапури, куртка курильских айну из птичьей шкуры

Айны (айну, курильцы) — национальные меньшинства, проживающие в Сахалинской области, Хабаровском крае и на Камчатке.

## Подгруппы

Неофициальный национальный флаг сахалинских и курильских айнов

Российских айнов можно поделить на шесть групп, из которых три вымерли полностью.
1. Камчатские айны (в русскоязычных текстах встречаются как камчатские курилы). Прекратили существование как отдельный народ. В основном растворились в камчадалах. Последний раз отмечены русскими исследователями в XVIII веке[2].
2. Северокурильские айны. До 1875 года существовали под управлением русских. Впервые попали под управление японцев после Петербургского договора. В основном проживали на острове Шумшу и частично на Парамушире. Общая численность, зарегистрированная в 1860 году, — 221 человек. У них были русские имена, они бегло говорили по-русски и были православными. Когда острова были отданы Японии, более сотни айнов бежали на Камчатку и ассимилировались камчадалами[3][4]. Те, кто остались под властью Японии, в 1884 году были насильно перевезены на Шикотан, где, будучи лишены привычной среды обитания, стали массово умирать от болезней[5]. После Второй мировой войны они полностью исчезли. Около 100 человек в данный момент проживают на территории Усть-Большерецкого района (село Запорожье).
3. Южнокурильские айны — до XVIII века насчитывалось почти 2000 человек, в основном на Кунашире, Итурупе и Урупе. В 1884 году их количество сократилось до 500. Около 50 отдельных представителей (в основном метисов), которые остались на островах к 1941 году, были эвакуированы на Хоккайдо японцами вскоре после Второй мировой войны[3]. Последний японский представитель племени, Танака Кину, умер на Хоккайдо в 1973 году[6]. В России выжило только 6 человек (все из семьи Накамура).
4. Амурские айны — отдельные представители, женившиеся на этнических русских и этнических ульчанках. Отмечены Брониславом Пилсудским в начале XX века[7]. Во время переписи 1926 года было зарегистрировано только 26 чистокровных представителей на территории Николаевского округа (сейчас — Николаевский район Хабаровского края)[8]. Скорее всего, ассимилированы русскими. Несмотря на то, что в данный момент никто в Хабаровском крае не называет себя айнами, там проживает большое количество ульчей частично айнского происхождения[9][10].
5. Северосахалинские айны — только пять чистокровных представителей были зарегистрированы во время переписи 1926 года. Большинство сахалинских айнов (в основном с побережья) были переселены на Хоккайдо в 1875 году японцами. Несколько человек (в основном в удалённых районах) женились на этнических русских, если судить по записям Бронислава Пилсудского[11]. Как племя вымерли, хотя ещё можно найти отдельных жителей с айнскими корнями.
6. Южносахалинские айны — после Второй мировой войны Япония эвакуировала почти всех айнов на Хоккайдо. Отдельные представители остались на Сахалине[12]. В 1949 году насчитывалось около 100 айнов, проживающих на советском Сахалине[3]. Три последних чистокровных представителя умерли в 1980-х. Сейчас остаются только представители со смешанным происхождением (русско-айнским, японо-айнским и нивхо-айнским). Их несколько сотен, но немногие из них считают себя айнами.

## История
Впервые камчатские айны вошли в контакт с русскими купцами в конце XVII века. Отношения русских с амурскими и северокурильскими айнами установились в XVIII веке. Айны считали русских, отличавшихся расой от их японских врагов, друзьями, и к середине XVIII века более полутора тысяч айнов приняли русское подданство. Даже японцы не могли отличить айнов от русских из-за их внешнего сходства (белая кожа и австралоидные черты лица, которые по некоторому ряду черт сходны с европеоидными). Когда японцы впервые вошли в контакт с русскими, они назвали их Красные Айны (айны со светлыми волосами). Только в начале XIX века японцы поняли, что русские и айны — два разных народа. Тем не менее для русских айны были «волосатыми», «смуглыми», «темноглазыми» и «темноволосыми». Первые русские исследователи описывали айны похожими на русских крестьян со смуглой кожей или больше похожими на цыган.
Только несколько представителей айнов смогли остаться на юге Сахалина, в СССР, после Второй мировой войны. Более 90 % были депортированы в Японию, в том числе и потому, что советское командование не решилось оставить на советской территории представителей айнов, многие из которых уже носили японские имена.

### Переселение на Камчатку
По условиям Санкт-Петербургского договора 1875 года Курилы отошли Японии вместе с проживавшими на них айнами. 83 северокурильских айнов 18 сентября 1877 года прибыли в Петропавловск-Камчатский, решив остаться под управлением России. Они отказались переселиться в резервации на Командорских островах, как им предлагало российское правительство. После чего, с марта 1881 года, на протяжении четырёх месяцев они пешком добирались до деревни Явино, где позже обосновались. Позже была основана деревня Голыгино. Ещё 9 айнов прибыли из Японии в 1884 году. Перепись 1897 года указывает на 57 человек населения Голыгино (все — айны) и 39 человек в Явино (33 айнов и 6 русских). Советской властью жители переселены в Запорожье Усть-Большерецкого района. В итоге три этнические группы ассимилировались с камчадалами.
В русские имперские времена айны было запрещено считать себя таковыми, потому что японцы заявляли, что все местности, где обитали или обитают айны, являются частью Японии. Термины «Куриль», «Камчатские Куриль» и пр. использовались для обозначения этнических групп.
7 февраля 1953 года начальник Управления Уполномоченного Совета Министров СССР по охране военных и государственных тайн в печати К. К. Омельченко запретил прессе публиковать любую информацию о проживании айнов на территории СССР. Через 20 лет приказ был отменён.

### Новейшая история
Северокурильские айны в настоящее время — самая большая подгруппа айнов на территории России. Семья Накамура (южнокурильская по отцовской линии) — наименьшая, насчитывает только 6 человек, живущих в Петропавловске-Камчатском. На Сахалине есть несколько тех, кто определяет себя как айны, но гораздо больше их себя таковыми не признают. Большинство из 888 японцев, проживающих в России (перепись 2010), имеют айнское происхождение, хоть и не признают это (чистокровным японцам разрешён въезд в Японию без визы). Похожая ситуация с амурскими айнами, проживающими в Хабаровске, и считается, что из камчатских айны в живых уже никто не остался.
В 1979 году СССР вычёркивает этноним «Айны» из списка «живых» этнических групп России, тем самым провозгласив, что этот народ на территории СССР вымер. Судя по переписи 2002 года, никто не вписал этноним «айны» в поля 7 или 9.2 формы К-1 переписи.
В 2004 году небольшое айнское сообщество Камчатского края направило Владимиру Путину письмо, призывающее его пересмотреть возможность передать Курилы Японии. Также они просили признать японский геноцид айнов. Сообщество утверждало, что их трагедия по масштабам может быть сравнима только с геноцидом коренного населения Америки.
В течение переписи 2010 года около 100 человек попытались зарегистрировать себя как айны, но правительство Камчатского края отклонило их претензии и записало их как камчадалов. В 2011 году глава Айнского сообщества Камчатки Алексей Владимирович Накамура направил письмо губернатору Камчатки Владимиру Ильюхину и председателю местной думы Борису Невзорову с просьбой включить айнов в Список коренных малочисленных народов Севера, Сибири и Дальнего Востока Российской Федерации. Запрос был также отклонён.
Этнические айны Сахалинской области и Хабаровского края не организованны политически. Алексей Накамура сообщает, что в 2012 году в России отмечено 205 айнов (сравните с 12 людьми, отметившимися в 2008 году), и они, как и курильские камчадалы, борются за официальное признание. Пока айны не признаны, они отмечаются как люди без национальности, как этнические русские или камчадалы.
Поэтому в 2012 году и курильские айны, и курильские камчадалы лишены прав на охоту и рыбалку, которая есть у малочисленных народов Дальнего Севера.

## Сахалинские айны
Во время царского режима айнам было запрещено идентифицировать себя таковыми, в то время, как японцы заявляли, что все регионы, на которых обитали или обитают айны, являются частью Японии. Термины «Курилы», «Камчатские Курилы» и прочие использовались для обозначения этнических групп. Власти СССР убрали термин «айн» из списка национальностей, которые могут быть указаны в паспортах. Из-за этого детям, родившимся после 1945 года, невозможно было считать себя айнами.
После поражения Японии во Второй мировой войне большинство айнов, проживавших на территории Сахалина, в качестве японских граждан были репатриированы в Японию — 1159 или более человек, и только около 100 остались в России.
В Японии к ним отнеслись насторожённо, за ними закрепилось особое название — цуйсикари-айну. Стремясь избежать дискриминации, они скрывали своё происхождение и через полвека перестали считать себя айнами. Из тех, кто остался, только старейшие были чистокровными айнами. Остальные — смешанного происхождения.
Последний из сахалинских айнов, Яманака Китаро, умер в 1960-х, совершив самоубийство после смерти своей жены. Пара была бездетной.

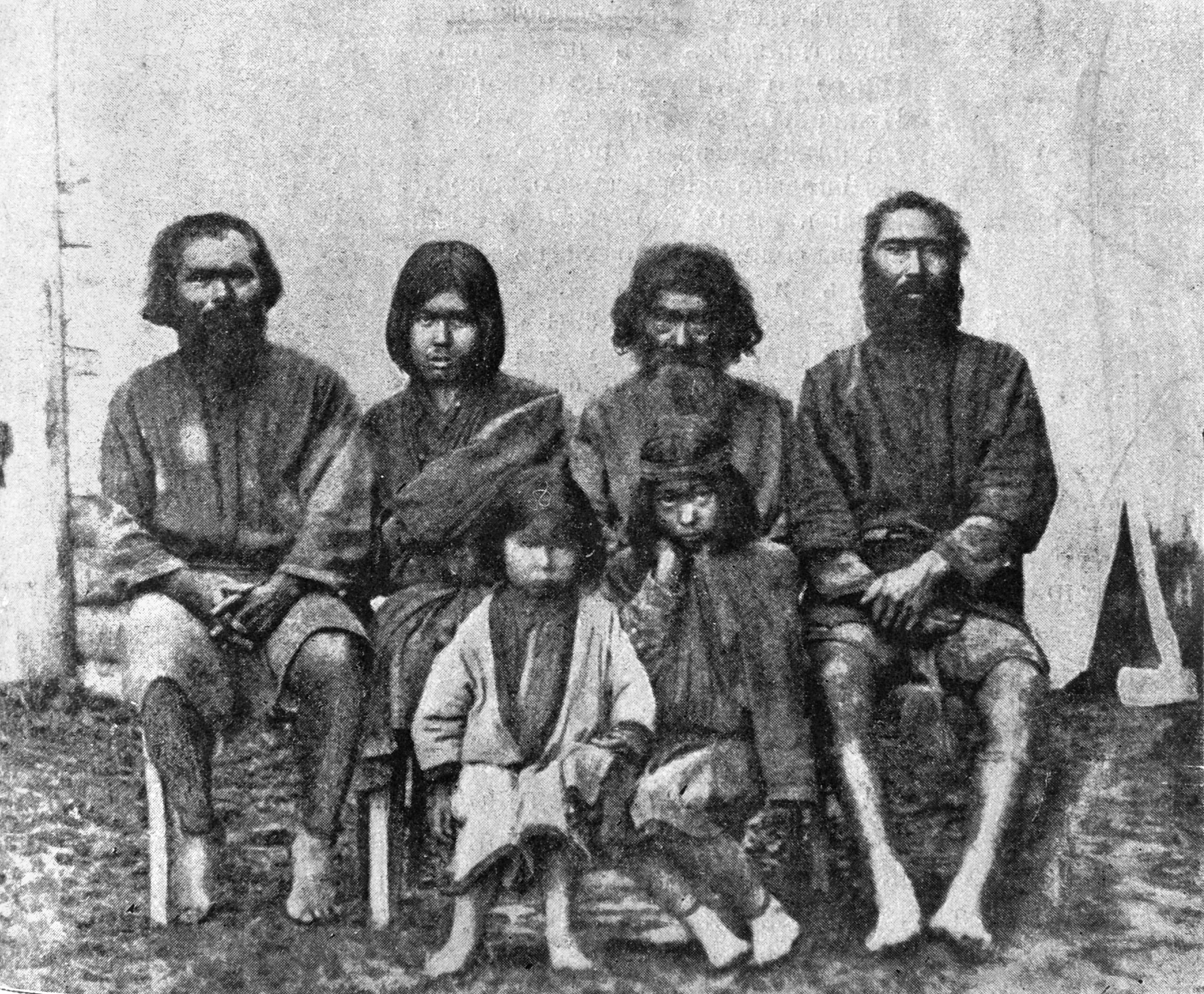
"Сахалин. Группа айнов, " Опубл.: 1903 год. Источник: Новодворский В., Дорошевич В. из книги В. М. Дорошевича. «Сахалин (Каторга)».

## Усть-Большерецкие айны
Из 826 айнов, живущих в Запорожье, более 100 признали себя таковыми во время переписи 2010 года. Они — бывшие жители упразднённых деревень Голыгино и Явино (при укрупнении рыболовецких колхозов в середине XX века). На деле их количество гораздо больше, но есть некоторое нежелание со стороны самих представителей народа и переписчиков регистрировать национальность «айн». Большинство регистрирует себя как камчадалы или русские.
Среди семей, являющихся потомками курильских айнов, — Бутины, Сторожевы, Игнатьевы, Мерлины, Коневы, Лукашевские и Новограбленные.

## Айны семьи Накамура
Есть некоторая неопределённость, к какой подгруппе стоит отнести айнов этой семьи — к северокурильским, южнокурильским или камчатским айнам. Дело в том, что семья переехала на Камчатку с Кунашира в 1789 году. Кунаширские айны — южнокурильские. Они обосновались около Курильского озера, которое было обитаемо камчатскими и северокурильскими айнами. В 1929 году, после вооружённого конфликта, айны Курильского озера бежали на Парамушир. В то время Парамушир был под управлением Японии. Во время Курильской десантной операции Акира Накамура (1897 г. р.) был захвачен советской армией, а его старший сын Такэси Накамура (1925—1945) был убит в бою. Единственный выживший сын, Кэйдзо (1927 г. р.) был посажен в тюрьму, а позже присоединился к советской армии. После войны, Кэйдзо переехал в Корсаков и устроился на работу в местном порту. В 1963 году он женился на Тамаре Пыхтеевой, представительнице сахалинского племени айнов. Их единственный сын, Алексей (Асира) родился в 1964 году. Потомки семьи сейчас живут на Камчатке и Сахалине.
Последняя депортация айнов в Японию произошла в 1982 году, когда Кейдзо Накамура, чистокровный южнокурильский айн был депортирован на Хоккайдо после 15 лет работы на Магадане. Его жена, Тамара Тимофеевна Пыхтеева, была потомком айнов и нивхов. После ареста Кейдзо в 1967 году она и её сын Алексей (Асира) были высланы с Камчатки и направлены в город Томари на Сахалине.

## Айны Командорских островов
В 1877 году семья Бадаевых отделилась от северокурильских айнов и решила поселиться на Командорских островах, вместе с алеутами. Они ассимилировались в алеутов и через некоторое время определяли себя как алеуты. Две семьи на Командорских островах считаются потомками айнов — Бадаевы и Кузнецовы.
Командорские острова изначально хотели использовать как убежища для алеутов (с островов Атка, Атту, Лисьих, Андреановых и пр.), которым пришлось бежать с Аляски после того, как она была куплена США. В 1827 году на Беринговых островах жило 110 человек (из которых 93 — алеуты или алеутско-русские креолы). Так как у северокурильских айнов были похожие проблемы, правительство собиралось переселить их рядом с алеутами, но айны отклонили предложение, решив остаться на Камчатке. Только одна семья айнов переехала на остров. Позже к ним присоединились русские, камчадалы, ительмены, кадьякцы, креолы и цыгане.
К 1879 году остров был домом для 168 алеутов и 332 креолов, плюс около 50 или 60 представителей других национальностей, включая русских и айнов. Все креолы говорили на алеутском языке. Айны ассимилировались c алеутами через несколько десятилетий.

## Язык
Айнский язык вымер в России много десятилетий назад. Большерецкие курильцы прекратили говорить на своём языке в начале XX века. В 1979 году только три человека на Сахалине могли бегло говорить по-айнски, и там язык полностью вымер к 1980-м годам. Хотя Кэйдзо Накамура бегло говорил на сахалинско-айнском и даже перевёл несколько документов на русский для НКВД, он не передал язык своему сыну. Такэ Асаи, последний, кто знал сахалинский айнский язык, умер в Японии в 1994 году.